# Cá chình đông

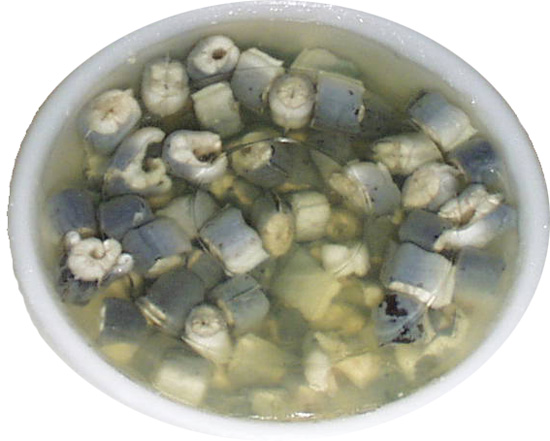
Một bát cá chình nấu chín đang để cho đông lại

Cá chình đông (tiếng Anh: jellied eel) là một món ăn Anh quốc truyền thống bắt nguồn từ thế kỷ 18 tại khu East End ở London. Món ăn gồm thịt cá chình chặt khúc nấu trong nước dùng để nguội cho đông đặc lại và có thể dùng nóng hay nguội và thường được ăn kèm với bánh mì, khoai nghiền và dấm ớt.

## Lịch sử
Cá chình có thời là nguồn dinh dưỡng rẻ tiền và sẵn có cho người dân sinh sống tại London. Cá chình bắt tại sông Thames được coi như thực phẩm cho người nghèo.
Những quán "Eel Pie & Mash House" (Bánh cá chình và khoai nghiền) đầu tiên được mở tại London vào thế kỷ 18. Cho đến chiến tranh thế giới thứ hai đã có khoảng một trăm nhà hàng kiểu này nhưng đến thời hiện đại, do kinh tế phát triển và khẩu vị người dân thay đổi, món ăn không còn được ưa chuộng như trước.